# Integer BASIC
Integer BASIC is een BASIC interpreter, geschreven door Steve Wozniak, die destijds  vast was ingebouwd in het ROM van de oorspronkelijke Apple II uit 1977. Het was daarmee de eerste versie van de programmeertaal BASIC die door veel vroege eigenaars van homecomputers gebruikt werd. Duizenden programma's werden in de taal geschreven. Aanvankelijk noemde Apple de interpreter "Apple BASIC", de naam "Integer BASIC" werd gegeven nadat Applesoft BASIC, een versie van Microsoft BASIC, beschikbaar kwam.
Zoals men kan afleiden uit de naam, waren de variabelen in "Integer BASIC" 16-bits integers, wat een van de meest vermelde tekortkomingen bleek te zijn. Het was zeer moeilijk om een programma te schrijven dat berekeningen met zwevendekommagetallen kon uitvoeren. Het schrijven van financiële of wiskundige programma's was dus niet eenvoudig. Apple kreeg van Microsoft een licentie voor een uitgebreidere, maar ook tragere, versie van BASIC, paste die wat aan, noemde die Applesoft BASIC en nam die op in de ROM's van de Apple II Plus, die in 1979 op de markt kwam. Integer BASIC werd niet meer actief gebruikt. Het werd alleen nog gebruikt van diskette, moest dan in het werkgeheugen worden geladen, voor gebruikers van Apple II Plus wanneer zij het nog eens nodig hadden. De ROM's van alle volgende modellen  van de Apple II werd voorzien van Applesoft BASIC, dat de basis werd van honderdduizenden programma's.
De ROM's met Integer BASIC bevatten ook een "mini-assembler", die de programmeurs toeliet om assembler-programma's regel voor regel in te typen en in het geheugen in te voeren. Dit was natuurlijk veel eenvoudiger dan de corresponderende opcodes in machinetaal op te zoeken en in te typen. Deze ROM's bevatten ook een interpreter voor een eenvoudige 16-bit-assembleertaal, SWEET16, die eenvoudig, compact en interessant was. Deze twee opties, enkele I/O-routines voor cassettes en enkele weinig gebruikte wiskundige routines voor drijvende-kommaberekeningen werden verwijderd bij de overgang van de Integer BASIC ROM's naar de Apple II Plus ROM's, om plaats te maken voor de grotere omvang van de Applesoft BASIC interpreter.